# Polsat Sport News
Polsat Sport 3 — польский спортивно-информационный телеканал медиагруппы Polsat. Запущен 30 мая 2011. Сетку вещания телеканала составляют прямые трансляции спортивных соревнований, выпуски новостей и ток-шоу. Благодаря наземному цифровому телевидению Polsat Sport News является единственным польским телеканалом, в чью зону охвата входит без исключения вся территория Польши.

## Краткая история
25 октября 2010 на 146-м канале платформы Cyfrowy Polsat стартовало тестовое вещание нового телеканала. 25 мая 2011 было объявлено о начале тестирования телеканала в рамках второго мультиплекса цифрового телевидения Польши, а 30 мая 2011 в 7:00 состоялся официальный запуск телеканала. 11 августа 2011 телеканал стал доступен для пользователей цифровой платформы Cyfrowy Polsat, 4 ноября — для подписчиков платформ n и Smart HD. С 1 ноября 2012 на телеканале идёт реклама.
Визитной карточкой телеканала является информационная служба Sport Flesz, которая работает с 7 утра до 10 вечера (во время прямого эфира она не используется). В 22:45 выходит итоговый выпуск спортивных новостей, ретранслируемый с Polsat News в прямом эфире). Повтор этой программы выходит в полночь и час ночи (ранее он повторялся в 6:45 следующего дня).

## Права на показ

### Футбол
- Чемпионат мира по футболу 2018 (отборочный турнир)
- Чемпионат Европы по футболу 2016 (отборочный турнир)
- Чемпионат Европы по футболу (юноши до 19 лет)
- Чемпионат Европы по футболу среди молодёжных команд
- Кубок Польши по футболу
- Матчи сборной Польши
- Чемпионат Нидерландов по футболу
- Кубок Нидерландов по футболу
- Чемпионат России по футболу
- Кубок Италии по футболу
- Матчи ФК «Челси»
- Матчи ФК «Барселона»
- Товарищеские матчи и турниры

### Волейбол
- Чемпионаты мира среди мужчин и среди женщин (отборочные турниры и финальные этапы)
- Чемпионаты Европы среди мужчин и среди женщин
- Мировая лига
- Мировой Гран-при
- Кубок мира
- Клубные чемпионаты мира
- Чемпионаты Польши среди мужчин и среди женщин
- Кубки Польши среди мужчин и среди женщин
- Лига чемпионов ЕКВ
- Кубок Европейской конфедерации волейбола
- Кубок вызова ЕКВ
- Матчи мужской и женской сборных Польши
- Товарищеские турниры и матчи

### Баскетбол
- Чемпионат Польши (Таурон Баскет Лига)
- Кубок Польши (Интермарше Баскет Кап)
- Суперкубок Польши по баскетболу
- Матчи мужской сборной Польши
- Чемпионат Европы по баскетболу среди мужчин

### Теннис
- Уимблдонский турнир
- ATP World Tour Masters 1000
- ATP World Tour 500
- ATP World Tour Finals
- WTA International Series

### Велоспорт
- Чемпионат мира по трековым велогонкам
- Чемпионат мира по шоссейным велогонкам
- Чемпионат мира по велогонкам в классе BMX
- Чемпионат мира по маунтинбайку
- Tour de Romandie
- Tour de Suisse
- Tour des Flandres

### Бокс
- Бои с участием боксёров из Польши
- Wojak Boxing Night
- Polski Boks Amatorski
- KnockOut Promotions
- Sauerland Event
- Бои за титул чемпиона, транслируемые на HBO
- Uniwersum
- Top Rank

### Гандбол
- Чемпионат Польши среди мужчин
- Чемпионат Польши среди женщин
- Кубок Польши среди мужчин
- Кубок Польши среди женщин
- Матчи мужской и женской сборных
- Товарищеские матчи и турниры

### Регби
- Чемпионат мира по регби
- Кубок европейских наций
- Матчи сборной Польши
- Чемпионат Польши по регби

### Лёгкая атлетика
- Бриллиантовая лига IAAF

### Автоспорт и мотоспорт
- Формула 1
- Porsche Supercup
- Чемпионаты мира WRC, WRC 2 и WRC 3
- Серия MotoGP
- Серия Moto2
- Серия Moto3

### Боевые искусства
- Турнир KSW
- Турнир MMA Attack

### Прочее
- Мировой тур по пляжному волейболу
- F1 Powerboat Racing
- Открытый чемпионат Великобритании по гольфу
- Межконтинентальный кубок по пляжному футболу
- Супербоул
- Чемпионат мира по шорт-треку
- Чемпионат Европы по шорт-треку
- Кубок мира по шорт-треку
- Кубок мира по сноубордингу
- Кубок мира по конькобежному спорту